# Internationale Filmfestspiele Berlin 1964
Die Internationalen Filmfestspiele Berlin 1964 fanden vom 26. Juni bis zum 7. Juli 1964 statt.
Im Vorfeld der Berlinale gab es zahlreiche Querelen, die das Festival und seinen Direktor Alfred Bauer in Frage stellten. In der bundesdeutschen Presse wurde diskutiert, ob es nicht besser sei, das Festival abwechselnd in diversen Großstädten Westdeutschlands stattfinden zu lassen. So könne man die sozialistischen Staaten eher zu einer Teilnahme am Festival bewegen. Der Status der Stadt Berlin sei weiterhin der größte Hindernisgrund.
Für weiteren Unmut sorgte die Ablehnung des schwedischen Beitrags 491 des Regisseurs Vilgot Sjöman. Der Film um schwererziehbare Jugendliche, die in einer vom Jugendamt organisierten Wohngemeinschaft leben und sexuell missbraucht werden, hatte bereits in Schweden Probleme mit der Zensur. Die öffentlich geführte Diskussion um den Film stand sicherlich auch im Zusammenhang mit Ingmar Bergmans Film Das Schweigen, der unter kirchlichen Protest im gleichen Jahr in die deutschen Kinos gekommen war. Bauer beugte sich dem Druck von außen und lehnte den Film für den Wettbewerb ab.
Auch nach dem Festival verstummten die Kritiker nicht, zählte das Festival von 1964 doch eher zu den schwächeren Jahrgängen.

## Wettbewerb
Folgende Filme waren im offiziellen Wettbewerb zu sehen:
| Filmtitel                        | Regisseur               | Produktionsland              | Darsteller (Auswahl)                            |
| Circe                            | Manuel Antin            | Argentinien                  |                                                 |
| Cordoba                          | Carlos Saura            | Spanien, Frankreich, Italien | Francisco Rabal, Lea Massari, Lino Ventura      |
| Diesen Sommer um Fünf            | Erkko Kivikoski         | Finnland                     |                                                 |
| Es ist so schwer, untreu zu sein | Bernard Toublanc-Michel | Italien, Frankreich          |                                                 |
| Los Evadidos                     | Enrique Carreras        | Argentinien                  |                                                 |
| Die Fahndung                     | Claude Lelouch          | Frankreich                   | Guy Mairesse                                    |
| Faust                            | Michael Suman           | USA                          | Robert Towner, Judy Peters                      |
| Os Fuzis                         | Ruy Guerra              | Brasilien, Argentinien       |                                                 |
| Griff aus dem Dunkel             | Karel Reisz             | Großbritannien               | Albert Finney                                   |
| Herrenpartie                     | Wolfgang Staudte        | Jugoslawien, Deutschland     | Hans Nielsen, Götz George                       |
| Das Insektenweib                 | Shohei Imamura          | Japan                        | Sachiko Hidari                                  |
| Mahanagar                        | Satyajit Ray            | Indien                       | Anil Chatterjee, Madhabi Mukherjee              |
| Der Maler O.O. Hagalund          | Rune Ericson            | Schweden                     |                                                 |
| Der Menschen Hörigkeit           | Ken Hughes              | Großbritannien               | Kim Novak, Laurence Harvey                      |
| Der Pfandleiher                  | Sidney Lumet            | USA                          | Rod Steiger, Geraldine Fitzgerald, Brock Peters |
| Polnische Passion                | Janusz Piekałkiewicz    | Polen                        | Dokumentarfilm                                  |
| La Ragazza di Bube               | Luigi Comencini         | Italien, Frankreich          | Claudia Cardinale, George Chakiris              |
| Selvmordsskolen                  | Knud Leif Thomsen       | Dänemark                     | Jørgen Ryg                                      |
| Sie und Er                       | Susumu Hani             | Japan                        | Sachiko Hidari, Eiji Okada                      |
| Tonio Kröger                     | Rolf Thiele             | Frankreich, Deutschland      | Jean-Claude Brialy, Nadja Tiller, Werner Hinz   |
| Trockener Sommer                 | Metin Erksan            | Türkei                       | Ulvi Doğan, Erol Taş, Hülya Koçyiğit            |
| La visita                        | Antonio Pietrangeli     | Italien, Frankreich          | Sandra Milo, François Périer, Mario Adorf       |
| Zarte Hände                      | Mahmoud Zulfikar        | Ägypten                      |                                                 |
| Die Zeit der Schuldlosen         | Thomas Fantl            | Deutschland                  | Erik Schumann, Peter Pasetti, Wolfgang Kieling  |

## Internationale Jury
Jury-Präsident war der amerikanische Regisseur Anthony Mann. Die Jury bestand aus Lucas Demare (Argentinien), Jacques Doniol-Valcroze (Frankreich), Takashi Hamama (Vereinigte Arabische Emirate), Gerd Ressing (Deutschland), Hermann Schwerin (Deutschland), Richard Todd (Großbritannien) und Georges Tzavellas (Griechenland).

## Preisträger
- Goldener Bär: Trockener Sommer
- Silberne Bären:
  - Satyajit Ray (Beste Regie)
  - Sachiko Hidari in Sie und Er und Das Insektenweib (Beste Darstellerin)
  - Rod Steiger in Der Pfandleiher (Bester Darsteller)
  - Os Fuzis (Sonderpreis)

- Goldener Bär für Dokumentarfilme: Zwölf Millionen von Bert Haanstra

## Weitere Preise
- Jugendfilmpreis: Zwölf Millionen von Bert Haanstra
- FIPRESCI-Preis: La visita von Antonio Pietrangeli
- INTERFILM Award: Selvmordsskolen von Knud Leif Thomsen